# 美源伯根
美源伯根公司（英語：AmerisourceBergen Corporation，：ABC）是一家美国药品批發公司，由美源健康和伯根布伦斯维格于2001年合并而成。公司提供药物销售和相关服务，旨在降低成本并改善患者的治疗效果，分销一系列商标和仿制藥品，非处方药（OTC），保健产品和家庭保健用品和设备到遍布美国各地的各种医疗保健提供商，包括紧急护理醫院和卫生系统，独立和连锁零售药店，邮购设施，医生，诊所和其他备用场所设施以及熟练的护理和辅助生活中心。还为长期护理，工人补偿和特殊药物患者提供药品和药房服务。
美源伯根是药品分销领域的市场领导者，销售和分销的所有药品占全美总量约20％，并在2017年财富美国500强名单中排名第11位，年收入超过1000亿美元。就收入而言（2012年为794.9亿美元），该公司是宾夕法尼亚州最大的公司。

## 历史
美源伯根成立于2001年，由美源健康和伯根布伦斯维格而成。美源健康和伯根布伦斯维格都是成功的药物分销商，服务于类似的市场，但覆盖地区不同。两家公司合并后，增强了全国影响力，特别是对于独立社区药房，区域零售连锁药店，医院，医生办公室，诊所和其他替代护理机构。
美源伯根在美国拥有26个药品分销中心，在加拿大有9个分销中心，在美国有4个专业分销中心，在美国和英国拥有超过100万平方英尺的包装生产厂。由于专业快递公司世界速递的加入，美源伯根在全球增设了150多家办事处。
美源伯根因为分销过量止痛药给西維吉尼亞州导致鴉片類藥物氾濫而被州政府起诉。
2018年2月12日，据报道，沃尔格林联合博姿集团正在考虑收购该公司。
2019财年，AmerisourceBergen报告的收益为11.1亿美元，年收入为1795.8亿美元。 AmerisourceBergen 的股票交易价格超过每股 88 美元，其市值在 2019 年 9 月超过 192 亿美元。
2020年 6 月 29 日，美国卫生与公众服务部 (HHS) 宣布与吉利德达成一项不同寻常的协议，其中 HHS 同意吉利德的批发收购价格，HHS 将继续与州政府和药品批发商 AmerisourceBergen 合作，在 2020 年 9 月底之前将瑞德西韦小瓶的货物分配到美国医院，作为交换，在这三个月的时间范围内（7 月、8 月和 9 月），美国患者将获得吉利德超过 500,000 个疗程的 Remdesivir 预计产量的 90% 以上。

## 企业结构
美源伯根旗下四个主要单位：美源伯根药物公司（ABDC），美源伯根专业集团（ABSG），美源伯根咨询服务（ABCS）和世界速递。2016年，沃尔格林联合博姿集团宣布它将行使购买2270万股美源伯根股票的选择权，从而控制该公司15％的股份。

## 好邻居药房
好邻居药房是由3,400多家独立拥有和经营的药店组成的美国零售商合作网络。它与美源伯根建立了业务关系，美源伯根赞助该网络并拥有“Good Neighbor Pharmacy（好邻居药房）”这个名称。好邻居药房是拉斯维加斯举办的年度贸易展览会“Thought Spot”的赞助商。

### ThoughtSpot
ThoughtSpot是7月在拉斯维加斯举行的为期四天的贸易展，由好邻居药房承办，目标客户限于社区药店和独立药店。参展商遍及整个医疗行业，包括商标药，仿制药和非处方药生产商。

## KnowledgeDriven
KnowledgeDriven是由美源伯根赞助的资源网站。